# Западный (Белоглинский район)
За́падный — посёлок в Белоглинском районе Краснодарского края России. Входит в состав Центрального сельского поселения.

## Географическое положение
Посёлок расположен в 18 км к западу от административного центра сельского поселения — посёлка Центрального.

### Улицы
- ул. Восточная,
- ул. Новая,
- ул. Степная,
- ул. Южная.

## Население
| 2002 | 2010 |
| ---- | ---- |
| 208  | ↘164 |